# Persone di nome Prospero
| Questa pagina contiene informazioni ricavate automaticamente dalle voci biografiche con l'ausilio del template Bio e di un bot. L'aggiornamento è periodico e automatico e ricostruisce completamente la pagina. Se manca una persona in questa lista, sei pregato di non aggiungerla, ma accertati piuttosto che la sua voce biografica contenga il template Bio e che i dati anagrafici siano correttamente compilati. Se il template Bio manca, inseriscilo tu stesso o, in alternativa, metti l'avviso {{tmp\|Bio}} che ne segnala la mancanza. Se i dati riportati sono sbagliati, correggi direttamente la voce biografica; le modifiche saranno visibili in questa lista entro pochi giorni. Per chiarimenti vedi il progetto antroponimi. La lista contiene solo le 55 persone che sono citate nell'enciclopedia e per le quali è stato implementato correttamente il template Bio. Pagina aggiornata al 22 lug 2025. |

Questa è una lista di persone presenti nell'enciclopedia che hanno il nome Prospero, suddivise per attività principale.

## Arcivescovi(1)
- Prospero di Tarragona, arcivescovo spagnolo (Camogli, † 718)

## Avvocati(2)
- Prospero De Nobili, avvocato, politico e imprenditore italiano (La Spezia, n. 1858 - Montecarlo, † 1945)
- Prospero Marchetti, avvocato italiano (Arco, n. 1822 - Arco, † 1884)

## Calciatori(1)
- Prospero Morando, calciatore italiano (n. 1899)

## Cardinali(7)
- Prospero Caffarelli, cardinale italiano (Roma, n. 1593 - Roma, † 1659)
- Prospero Caterini, cardinale italiano (Onano, n. 1795 - Roma, † 1881)
- Prospero Colonna di Sciarra, cardinale italiano (Roma, n. 1707 - Roma, † 1765)
- Prospero Colonna, cardinale italiano (Roma - Roma, † 1463)
- Prospero Colonna, cardinale italiano (Marino, n. 1672 - Roma, † 1743)
- Prospero Marefoschi, cardinale e arcivescovo cattolico italiano (Monte Santo della Marca, n. 1653 - Roma, † 1732)
- Prospero Santacroce, cardinale italiano (Roma, n. 1514 - Roma, † 1589)

## Dogi(2)
- Prospero Adorno, doge (Genova - Asti, † 1485)
- Prospero Centurione Fattinanti, doge (Genova - Genova, † 1581)

## Drammaturghi(1)
- Prospero Bonarelli della Rovere, drammaturgo e diplomatico italiano (Novellara, n. 1582 - Ancona, † 1659)

## Filologi(1)
- Prospero Viani, filologo, biografo e bibliotecario italiano (Reggio Emilia, n. 1812 - Reggio Emilia, † 1892)

## Generali(1)
- Prospero Colonna, generale italiano (Lanuvio, n. 1452 - Milano, † 1523)

## Giuristi(5)
- Prospero Caravita, giurista italiano (Eboli - † 1580)
- Prospero Fagnani Boni, giurista italiano (Sant'Angelo in Vado, n. 1588 - Roma, † 1678)
- Prospero Farinacci, giurista, avvocato e magistrato italiano (Roma, n. 1544 - Roma, † 1618)
- Prospero Fedozzi, giurista italiano (Matelica, n. 1872 - Genova, † 1934)
- Prospero Rendella, giurista, agronomo e enologo italiano (Monopoli, n. 1533 - Monopoli, † 1630)

## Imprenditori(1)
- Prospero Moisè Loria, imprenditore e filantropo italiano (Mantova, n. 1814 - Milano, † 1892)

## Ingegneri(1)
- Prospero Gianferrari, ingegnere, politico e imprenditore italiano (Rovereto, n. 1896 - Rio de Janeiro, † 1953)

## Letterati(1)
- Prospero Podiani, letterato, umanista e bibliotecario italiano (Perugia - Perugia, † 1615)

## Medici(2)
- Prospero Alpini, medico e botanico italiano (Marostica, n. 1553 - Padova, † 1616)
- Prospero Pirondi, medico, politico e patriota italiano (Pieve Modolena, n. 1787 - Reggio nell'Emilia, † 1869)

## Militari(6)
- Prospero Luigi d'Arenberg, militare belga (Enghien, n. 1785 - Bruxelles, † 1861)
- Prospero Balbo di Vinadio, militare e insegnante italiano (Parigi, n. 1824 - Torino, † 1894)
- Prospero Freri, militare, aviatore e giavellottista italiano (Napoli, n. 1892 - Roma, † 1965)
- Prospero Nuvoli, militare, aviatore e ingegnere italiano (Torino, n. 1901 - San Damiano d'Asti, † 1986)
- Prospero martire, militare e santo romano (Roma - Roma, † 304)
- Prospero da Centuripe, militare romano (Roma - Roma)

## Missionari(1)
- Prospero Intorcetta, missionario e gesuita italiano (Platia, n. 1625 - Hangzhou, † 1696)

## Monaci cristiani(1)
- Prospero Fanello, monaco cristiano e poeta italiano (Roccabernarda - Cassino)

## Nobili(3)
- Prospero Colonna, nobile e politico italiano (Napoli, n. 1858 - Roma, † 1937)
- Prospero Gonzaga, nobile italiano (n. 1543 - Mantova, † 1614)
- Prospero Richelmy, nobile, ingegnere idraulico e docente italiano (Torino, n. 1813 - Torino, † 1883)

## Patriarchi cattolici(1)
- Prospero Rebiba, patriarca cattolico italiano (San Marco d'Alunzio - Costantinopoli, † 1593)

## Pittori(8)
- Prospero Ferretti, pittore italiano (Reggio nell'Emilia, n. 1836 - Brescia, † 1893)
- Prospero Fontana, pittore italiano (Bologna, n. 1512 - Bologna, † 1597)
- Prospero Mallerini, pittore italiano (Carcare, n. 1761 - Roma, † 1838)
- Prospero Minghetti, pittore italiano (Reggio Emilia, n. 1786 - Reggio Emilia, † 1853)
- Prospero Orsi, pittore italiano (Roma)
- Prospero Piatti, pittore italiano (Ferrara, n. 1840 - Roma, † 1902)
- Prospero da Piazzola, pittore italiano
- Prospero Rabaglio, pittore italiano (Brescia, n. 1575 - Brescia)

## Politici(1)
- Prospero Balbo, politico italiano (Chieri, n. 1762 - Torino, † 1837)

## Scrittori(2)
- Prospero d'Aquitania, scrittore, teologo e monaco cristiano latino (Limoges - Roma)
- Prospero Provana, scrittore, storiografo e religioso italiano (Collegno, n. 1520 - Cracovia, † 1584)

## Scultori(2)
- Prospero Antichi, scultore italiano (Roma, † 1599)
- Prospero Sogari, scultore e architetto italiano (Reggio Emilia, n. 1516 - Reggio Emilia, † 1584)

## Storici(1)
- Prospero Mandosio, storico e drammaturgo italiano (Roma, n. 1643 - Roma, † 1724)

## Terroristi(1)
- Prospero Gallinari, terrorista italiano (Reggio Emilia, n. 1951 - Reggio Emilia, † 2013)

## Vescovi(1)
- Prospero di Reggio Emilia, vescovo e santo italiano (Reggio Emilia, † 466)

## Violoncellisti(1)
- Prospero Montecchi, violoncellista italiano (Reggio Emilia, n. 1863 - Venezia, † 1947)